# Джон Нанн
Джон Денис Мартин Нанн (англ. John Denis Martin Nunn; нар. 25 квітня 1955, Лондон, Англія) — англійський шахіст, міжнародний гросмейстер (1978). Математик, доктор наук.

## Історія
У 15 років став студентом Оксфордського університету (наймолодшим у Великобританії за 400 років).
Переможець юнацького чемпіонату Європи 1974—1975, чемпіон Англії 1980.
До 1981 поєднував змагання з активною науковою діяльністю.
З 1981 шаховий професіонал. У складі англійської команди учасник різних змагань 1976—1986. Найкращий результат — олімпіада 1984 — 1-ше місце за 2-ю шахівницею.
Учасник зонального турніру в Марбельє 1982 (1-4 місце), міжнародних турнірів у Толуці 1982 (8місце), Лейден 1982 (1-4місце), Сірак 1987 (3-4місце). Програв додатковий матч за вихід до змагань претендентів Л. Портишу з рахунком 2-4 (Будапешт, 1978).
ЧОЛОВІЧІ ШАХОВІ ОЛІМПІАДИ
| ЗАГАЛЬНА СТАТИСТИКА |                |      |      |    |    |    |      |  |
| К-сть               | Роки           | Очки | Ігри | +  | =  | -  | %    |  |
| К-сть               | Роки           | Очки | Ігри | +  | =  | -  | %    |  |
| 10                  | 1976-1994 роки | 66½  | 99   | 48 | 37 | 14 | 67.2 |  |

Статистика рік  за роком
| Рік      | Титул | Країна | Ело  | Очки | Ігри | + | = | - | %    |  |
| Рік      | Титул | Країна | Ело  | Очки | Ігри | + | = | - | %    |  |
| 1994 рік | GM    | ENG    | 2625 | 2    | 5    | 1 | 2 | 2 | 40,0 |  |
| 1992 рік | GM    | ENG    | 2615 | 6½   | 10   | 5 | 3 | 2 | 65,0 |  |
| 1990 рік | GM    | ENG    | 2610 | 5½   | 9    | 4 | 3 | 2 | 61.1 |  |
| 1988 рік | GM    | ENG    | 2620 | 8½   | 12   | 5 | 7 | 0 | 70.8 |  |
| 1986 рік | GM    | ENG    | 2590 | 7    | 11   | 4 | 6 | 1 | 63.6 |  |
| 1984 рік | GM    | ENG    | 2575 | 10   | 11   | 9 | 2 | 0 | 90.9 |  |
| 1982 рік | GM    | ENG    | 2565 | 6½   | 11   | 5 | 3 | 3 | 59.1 |  |
| 1980 рік | GM    | ENG    | 2515 | 7½   | 11   | 4 | 7 | 0 | 68.2 |  |
| 1978 рік | IM    | ENG    | 2440 | 8½   | 12   | 7 | 3 | 2 | 70.8 |  |
| 1976 рік | IM    | ENG    | 2435 | 4½   | 7    | 4 | 1 | 2 | 64.3 |  |

Найкращі результати в інших міжнародних змаганнях:
Будапешт 1978 (1);
Дортмунд 1979 (3);
Лондон 1979 (2-7), 1983 (1-4), 1984 (1-5), 1985 (1-2);
Гастингс 1979—1980 (1-2);
Манчестер 1980, Гельсинки 1981 (1-2)
Вісбаден 1981 (1);
Вейк-ан-Зеє, Біль 1982 (1-2);
Лугано і Рамсгіт 1982, Гельсинки 1983 (2);
Біль 1983 (1-2);
Гамбург 1984 (1-3);
Брайтон 1983, Цюрих 1984 (1);
Лугано 1983, 1984 (2-5);
Вейк-ан-Зеє 1985 (2-3);
Амстердам 1985 (3);
Брюссель 1986 (3-4);
Женева 1987 (1);
Дортмунд 1987 (4-5);
Гронінген 1989 (3-5);
Гастингс 1988 (6-7);
Оксфорд 1999 (3).
Учасник матчу ветеранів проти команди юних зірок в Амстердамі 2006.
Вдало виступає в змаганнях розв'язування шахових задач та етюдів: срібний призер в особистому заліку 2-го чемпіонату світу з розв'язування шахових задач;
переможець олімпійського конкурсу 1984;
чемпіон Європи з розв'язування в Лондоні 2010 в складі національної команди Великобританії;
чемпіон світу з розв'язування шахових композицій 2004, 2006 р.р.
Найкращі партії
Alexander Beliavsky — John Nunn
19 січня 1985 Вейк-ан-Зеє
1.d4 Кf6 2.c4 g6 3.Кc3 Сg7 4.e4 d6 5. f3 O-O 6. Сe3 Кbd7 7.Фd2 c5 8. d5 Кe5 9. h3 Кh5 10. Сf2 f5 11. exf5 Лxf5 12. g4 Лxf3 13. gxh5 Фf8 14. Кe4 Сh6 15. Фc2 Фf4 16. Кe2 Лxf2 17. Кxf2 Кf3+ 18. Крd1 Фh4 19. Кd3 Сf5 20.Кec1 Кd2 21. hxg6 hxg6 22. Сg2 Кxc4 23.Фf2 Кe3+ 24. Крe2 Фc4 25. Сf3 Лf8 26. Лg1 Кc2 27. Крd1 Сxd3 0–1
John Nunn — Kiril Georgiev
28 лютого 1988 Linares
1.e4c6 2.d4d5 3.Кd2dxe4 4.Кxe4Кd7 5.Кg5h6 6.Кe6Фa5+ 7.Сd2Фb6 8.Сd3fxe6 9.Фh5+Крd8 10.Сa5Кgf6 11.Сxb6+axb6 12.Фe2g5 13.Кf3Сg7 14.O-OКd5 15.g3b5 16.c3Лf8 17.Лfe1Крc7 18.Сc2Сf6 19.Фe4h5 20.Фg6g4 21.Кg5К7b6 22.Сb3Кc4 23.Сxc4bxc4 24.Фxh5Крb8 25.Кxe6Лg8 26.Фf7Лh8 27.Фg6Лa5 28.Фxg4Кc7 29.Фf4Сxe6 30.Лxe6Сg5 31.Фe4Кxe6 32.Фxe6Лd5 33.b3cxb3 34.axb3Сf6 35.Крg2Лdh5 36.h4Лd8 37.Фg4Лhd5 38.h5e5 39.Лe1exd4 40.Фf4+Л8d6 41.c4Сg5 42.Фg4Лc5 1–0
Автор книг:
- «Секрети гросмейстера»;

- «Секрети практичних шахів»;

- «Практикум з тактики і стратегії» (пер. російською).